# 菲舍巴赫
菲舍巴赫（意为鱼溪）是德国巴登-符腾堡州的一个市镇。总面积20.30平方公里，总人口1693人，其中男性881人，女性812人（2011年12月31日），人口密度83人/平方公里。